# Sancho I, Conde da Cerdanha
Sancho de Aragão (c. 1161 - 1226) foi infante de Aragão e conde da Cerdanha, de Roussilhão e da Provença. Era o filho mais novo do conde Raimundo Berengário IV de Barcelona e da rainha Petronila de Aragão.
Em 1167, seu irmão Raimundo Berengário III da Provença lhe cedeu os condados da Cerdanha e de Roussilhão. Quando o primeiro foi assassinado, em 1181, o mais velho de seus irmãos, o rei Afonso II de Aragão, nomeou-o conde da Provença, mas foi privado do título quatro anos depois, a fim de se fazer as pazes com a Casa de Toulouse.
Em 1214, assumiu a regência do Reino de Aragão pelo sobrinho-neto, o rei Jaime I, até 1218, quando abdicou.
Sancho foi casado duas vezes. Sua primeira esposa foi Ermesinda de Rocaberti, filha de Jofre I, visconde de Rocaberti. Casou-se depois com Sancha Nunes de Lara, filha de Nuno Peres, conde de Lara, com quem teve seu único filho: Nuno Sanches, nascido por volta de 1185.